# Unthinkable
Unthinkable (Amenazados en España, El Día del Juicio Final en México e Hispanoamérica) es una película del director Gregor Jordan que cuenta con un elenco formado por Samuel L. Jackson, Carrie-Anne Moss, Michael Sheen, Brandon Routh, Gil Bellows y Martin Donovan.
La historia se centra en una importante amenaza dirigida a los Estados Unidos, cuando tres dispositivos nucleares están controlados por un único villano. 48 horas antes de que se activen, dos agentes del FBI tendrán que decidir hasta dónde están dispuestos a llegar para encontrarlos y desactivarlos.
Un destacado thriller psicológico sobre el terrorismo y los métodos de tortura para contrarrestarlo.
La historia: un terrorista ha colocado tres bombas nucleares en distintos lugares de los EE. UU. Cuando es apresado, un equipo tratará de interrogarle sobre la ubicación de los explosivos. El problema surgirá cuando los representantes de la seguridad nacional no se pongan de acuerdo sobre los métodos para sacarle la información al peligroso criminal extremista.
La cinta nos propone una trama ambigua sobre hasta dónde el fin justifica los medios, y nos hace pensar sobre qué límites morales no se deberían pasar para no violentar los derechos humanos. Es un filme complejo, el cual nos hace preguntarnos cuándo dejamos de ser humanos y cuándo se justifican aberraciones para evitar males mayores. Y con ese marco de duda es muy complejo determinar en la historia qué conductas son correctas y cuáles son desviadas y abusivas. Es interesante el solo hecho de pensar que en cierta forma uno puede llegar a lograr empatía con el villano de turno, dado que los métodos de tortura muchas veces no se alejan de la barbarie que precisamente se quiere combatir. Recoge varias escenas de violencia explícita